# یورو مارین لجستیک
یورو مارین لجستیک (به انگلیسی: Euro Marine Logistics) نام یک شرکت تدارکات و حمل‌ونقل دریایی در مسافت کوتاه اروپایی است که مرکز آن در بروکسل ،بلژیک قرار دارد. بیشتر فعالیت این شرکت حمل‌ونقل وسایل نقلیه و محموله‌های رول آن/رول آف می‌باشد.

## تاریخچه
در سال ۱۹۹۰، یورو مارین کریر بی.وی. (به انگلیسی: Euro Marine Carrier B.V.) (به اختصار EMC) متخصص در ترابری دریایی کوتاه در اروپا در آمستردام هلند تأسیس شد. یورو مارین کریر یک شرکت ترابری خصوصی با سه مالک است: شرکت حمل خودرو نیسان موتور (۵۱٪)، میتسویی او. اس. کی. لاینز (۲۴٬۵٪) و لیف هو (۲۴٬۵٪)

در سال ۲۰۱۱ یورو مارین کریر بی.وی. ناوگان خود را پس از تغییر مالکیت سهام به یورو مارین لجستیک منتقل کرد. شرکت جدید که در مسافت‌های کوتاه فعالیت می‌کند، در حال حاضر به نام یورو مارین لجستیک ان وی شناخته می‌شود و در بروکسل، بلژیک مستقر است. یورو مارین لجستیک یک طرح مشترک بین میتسویی او. اس. کی. لاینز و لیف هو است.